# 安哈特的希比拉
安哈特的希比拉（德語：Sibylla von Anhalt，1564年9月28日—1614年10月26日），符騰堡公爵夫人，安哈特親王約阿希姆·恩斯特的女兒。

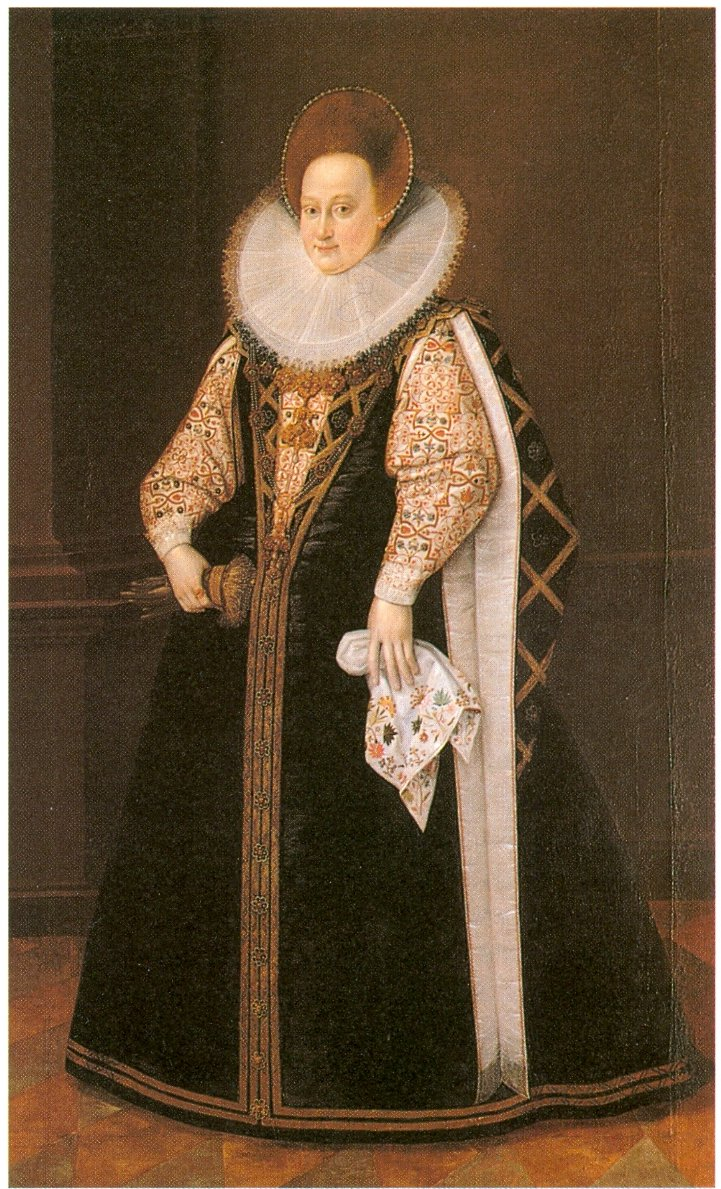

## 家庭
1581年，希比拉與符騰堡的腓特烈結婚，兩人共有5子2女：
1. 約翰·腓特烈（1582年—1628年）
2. 希比拉·伊莉莎白（1584年—1606年）
3. 路德維希·腓特烈（1586年—1631年）
4. 尤里烏斯·腓特烈（1588年—1635年）
5. 腓特烈·阿基里斯（英语：Frederick Achilles, Duke of Württemberg-Neuenstadt）（1591年—1631年）
6. 芭芭拉（英语：Barbara of Württemberg）（1593年—1627年）
7. 馬格努斯（1594年—1622年）